# 목도나루학교
목도나루학교는 충청북도 괴산군에 있는 각종학교이다. 고등학교에 입학한 신입생들에게 진로탐색을 위한 위탁 교육을 제공하기 위해 설립되었다.

## 학교 연혁
- 2023년 3월 1일 : 폐교된 목도중학교/목도고등학교 자리에 개교[1]